# Трач
Трач је реч немачког порекла која означава оговарање, олајавање, клеветање, па и брбљање. Користе се и термини трачарење (трачање) и „трач партија“.

## Брзина ширења трача
Научници са римског Информатичког факултета La Sapienca, уз помоћ америчких математичара, развили су једначину како би утврдили колика је моћ Интернета („твитера”, блогова и „фејсбука”) да шири гласине. Судећи по једначини, време потребно да се трач прошири по нету пропорционалан је тачки пресека свих комуникација корисника и укупног броја људи који комуницирају подељено са вредношћу протока информација. Тим, на чијем је челу Алесандро Панконези је изазвао пажњу јавности, о чему сведочи и излагање на престижном симпозијуму на Кембриџу. Истраживање је показало да трач може да обиђе планету за мање од минуте. Часопис који је објавио истраживање, „Коријере дела сера” је чак упоредио брзину којом је Тајгер Вудс пао у немилост због љубавне афере са брзином којом је, преко Плутарха, у историји забележена Цицеронова паљба о Цезаровој сексуалности — око 150 година.

## Истраживања
Психолози са Универзитета у Сент Луису су испитивали колико су људи који се баве трачевима срећни. Током четвородневног испитивања седамдесет деветоро младих, дошли су до сазнања да су срећнији они који воде разговоре о ономе што је сенцијално важно и што укључује највећа лична сазнања. Напротив, они који су се бавили трачевима су после извесног времена осећали дубоко незадовољство.

## Трач као облик насиља
Трачарење је уобичајен начин разговора и тешко га је избећи у свакодневном животу, али је у већини случајева безопасан. Чак, може бити и забаван, а и погодан да се научи понешто о себи и другима. Такође, циљ трача може да буде и повећање угледа, да одређеној особи да на значају и привуче пажњу. Ипак, постоје и ружне последице. Уколико се трач користи као освета или претња, има сврху да омаловажи, заплаши или подстакне на насиље на националној, сексуалној или већ некој другој основи. Истраживања су показала да су код деце трачу склоније девојчице и то се објашњава тиме што трач представља посредан облик агресивности (дечаци, наиме, радије посежу за директнијим облицима агресије). Такође, девојчице су усмереније на пријатеље, емоционално су им важнији, па користе такве облике насиља који могу да доведу до раскидања пријатељства и избацивање из социјалних група. Родитељима чија су деца жртве трачева се препоручује да разговарају са децом о томе, помогну им саветима како да се поставе и да им буду подршка.